# Saint-André-de-Seignanx
Saint-André-de-Seignanx (gaskonsko Sent Andrèu de Senhans) je naselje in občina v francoskem departmaju Landes regije Akvitanije. Naselje je leta 2009 imelo 1.532 prebivalcev.

## Geografija
Kraj leži v pokrajini Gaskonji 37 km jugozahodno od Daxa, 15 km severovzhodno od Bayonna.

## Uprava
Občina Saint-André-de-Seignanx skupaj s sosednjimi občinami Biarrotte, Biaudos, Ondres, Saint-Barthélemy, Saint-Laurent-de-Gosse, Saint-Martin-de-Seignanx in Tarnos sestavlja kanton Saint-Martin-de-Seignanx s sedežem v Saint-Martinu. Kanton je sestavni del okrožja Dax.

## Zanimivosti
- romanska cerkev sv. Andreja,
- dvorca château du Hitau, château de Castets,
- močvirje Orx, naravni rezervat; nahaja se na območju treh občin: Labenne, Orx in Saint-André-de-Seignanx.